# 福助
福助株式会社（ふくすけ）は、東京都江東区に本社を置く足袋・靴下・ストッキング・下着などの製造販売をおこなう企業である。豊田通商の100%子会社。
現在の大阪府堺市堺区にて創業した足袋の老舗としてその名を知られるが、2003年の倒産後は東京に経営基盤を移している。

## 概要
創業者の辻本福松が、1882年（明治15年）に大阪府堺区（現・堺市堺区）大町東にて足袋の製造販売をおこなう「丸福」を創業させる。しかし丸に福を入れただけの商標は、すでに他の業者が商標として登録していたこともあり、伊勢詣での際に福助人形を見つけたことから、これをもとに挿絵化、1900年（明治33年）に「福助印堺足袋」として商標登録をおこなう。またその間の1895年には足袋用のミシンを開発し、足袋の大量生産化を成功させる。
辻本福松亡き後、後を任された辻本豊三郎は、販路を拡大すべく東京へ向かうが、当時東京では「足袋は手縫い」が常識となっていたため、販路の拡大に苦戦するも、徹底した売り込みを続けると共に、新聞への広告掲載や、看板・ポスターなどの設置に心血を注ぎ、やがて福助の名は全国に広がってゆく。
1916年（大正5年）1月には、大型アドバルーンを阪神鳴尾で揚げて注目を集めたほか、パブリシティによって福助の知名度が上がることを知った辻本豊三郎は、1923年（大正12年）に博多、1928年（昭和3年）には大阪・道頓堀、東京・浅草に巨大広告塔を設置。これを発端として、戦後サトウハチロー、三木鶏郎の手によるテレビやラジオでのCMソングなどによる宣伝につながってゆく。
1930年代から靴下、下着、服飾衣料に進出を開始。また1950年代にはズック靴なども生産していたこともある。しかし足袋・靴下以外では、他の部門の業績に目立った伸びは見られず、1980年代には森英恵、三宅一生などのデザイナーズブランドを積極的に取り入れたが、言うほどの改善は見られなかったこともあり、次第に経営は傾斜化してゆく。
2003年（平成15年）6月21日、民事再生法の申請に伴い、426億円もの負債を抱えて倒産する。同年10月1日に企業再生ファンド、MKSパートナーズにより設立された新会社へ、事業、商号、ブランドを含めた営業の一切を譲渡し、創業者・辻本一族は経営から退くことになった。変わって伊勢丹の名バイヤーとしてその名を知られる藤巻幸夫が社長に就任し、新たに経営基盤も東京へと移り、新生福助としてスタートを切ることになった。2007年（平成19年）5月17日、豊田通商との資本・業務提携により同社の持分法適用会社となった。2009年（平成21年）10月には豊田通商がMKSパートナーズの保有株式の全株を取得し連結子会社化した。
倒産する前は三和グループのメンバーであり三和系企業で設立されたみどり会の会員企業だったが、倒産・新会社への営業譲渡に伴いみどり会を退会した。因みに現在の東証一部に上場していた。

## 沿革
- 1882年 - 大阪府堺区（現・堺市堺区）大町東にて足袋の製造・販売を行う「丸福」として創業。
- 1887年 - 足袋はひもつきが70％、鯨骨小鉤（こはぜ）つきが30％[4]。
- 1900年 - 「福助」を商標登録し、「福助印堺足袋」のブランドで全国展開を図る。
- 1919年 - 「福助足袋株式会社」設立。
- 1949年 - 現在の東証一部に上場。
- 1947年 - 昭和天皇が行幸（昭和天皇の戦後巡幸）[5]。
- 1964年 - 商号を「福助株式会社」に変更。
- 1982年 - 創業100周年。バーバリー社と提携。
- 2003年 - 経営悪化のため倒産。その後伊勢丹のカリスマバイヤーとして名を馳せた藤巻幸夫を社長として招聘し経営再建を開始。
- 2003年 - 創業地だった堺市を離れ、東京都渋谷区に本社を移転
- 2004年 - 吉野哲が社長に就任
- 2006年 - 蛯原友里と押切もえのプロデュースによるストッキングMOTESTOが発売された。福助が「カネボウストッキング株式会社」の株式を取得。商号を「KBフクスケ株式会社」に変更。
- 2007年
  - 5月17日 - 豊田通商と資本・業務提携契約を締結。発行済株式総数の23.2%を豊田通商が取得
  - 10月 - MOTESTOと同様に蛯原と押切のプロデュースによるストッキングKOKOZOが発売。
- 2008年10月 - 蛯原友里×ANA×TBS「王様のブランチ」との共同プロデュースによるストッキング、f*ing BIZWALK（エフィング・ビズウォーク）を発売。
- 2009年10月 - 豊田通商がMKSパートナーズの保有株式を全株取得し同社の連結子会社となった。
- 2013年12月1日 - 簡易株式交換により豊田通商の完全子会社となる[1]。
- 2015年
  - 4月3日 - ユニチカの子会社であるユニチカバークシャーの全株式を譲り受け子会社化[6]。
  - 4月22日 - 田坂寛が社長に就任
  - 12月1日 - 子会社のKBフクスケおよびユニチカバークシャーを吸収合併[7]。
- 2017年 - 「満足」がストッキング・インナー・靴下のイメージを統合し、身に付けることで快適さと心の満足を提供するブランドとしてリニューアル
- 2019年4月1日 - 佐橋由文が社長に就任
- 2020年 - 「満足」テレビCMを放映
- 2021年 - 東京都江東区に本社を移転
- 2021年10月4日 - レナウンインクスとの間で、紳士靴下・肌着・パジャマ等の販売に関する協業を開始する事に合意[8][9]。
- 2021年10月 - 「ジャパンサステナブルファッションアライアンス」に加盟
- 2023年6月15日 - 坂本友哉が社長に就任

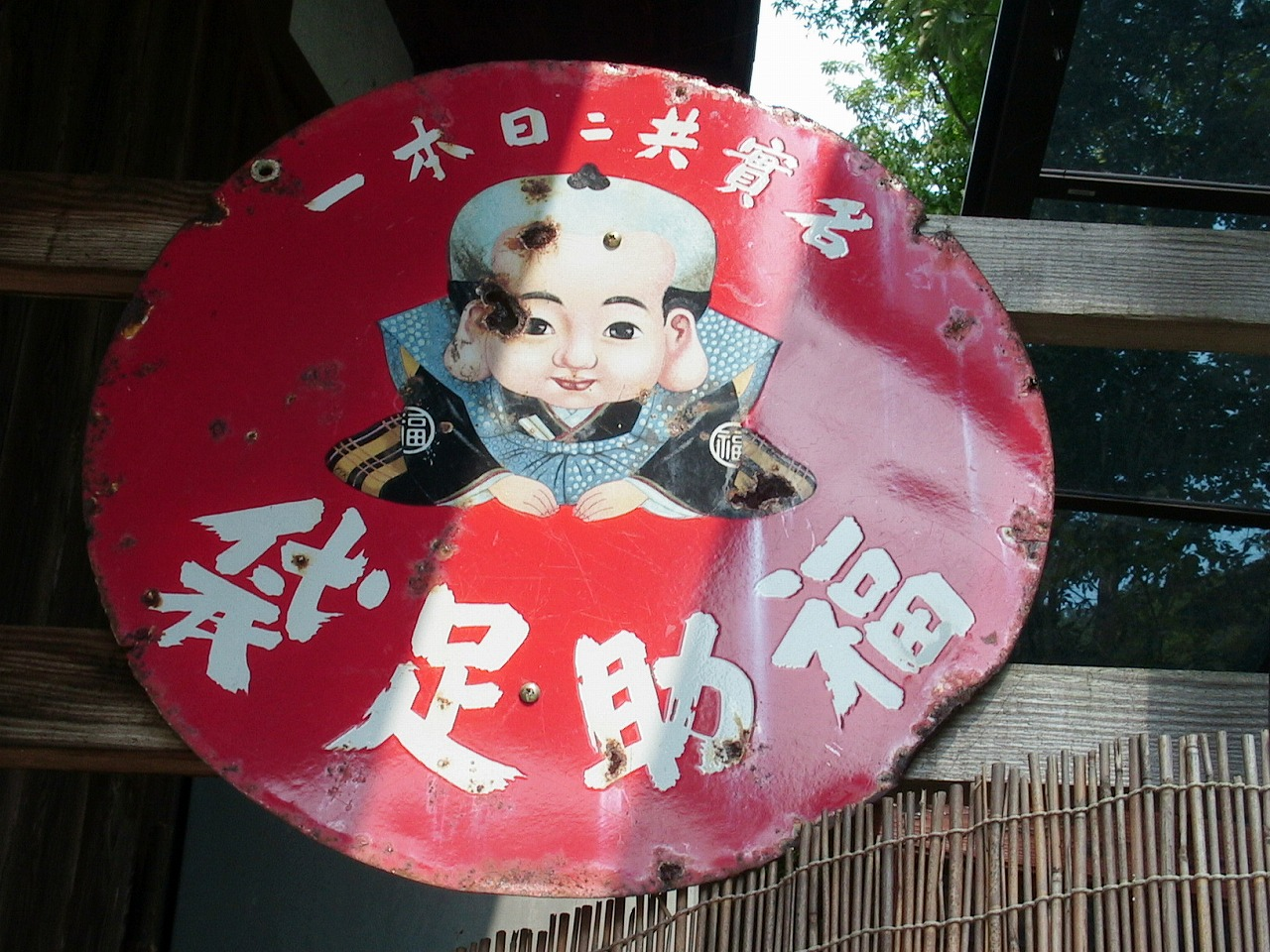
「福助足袋」のホーロー看板
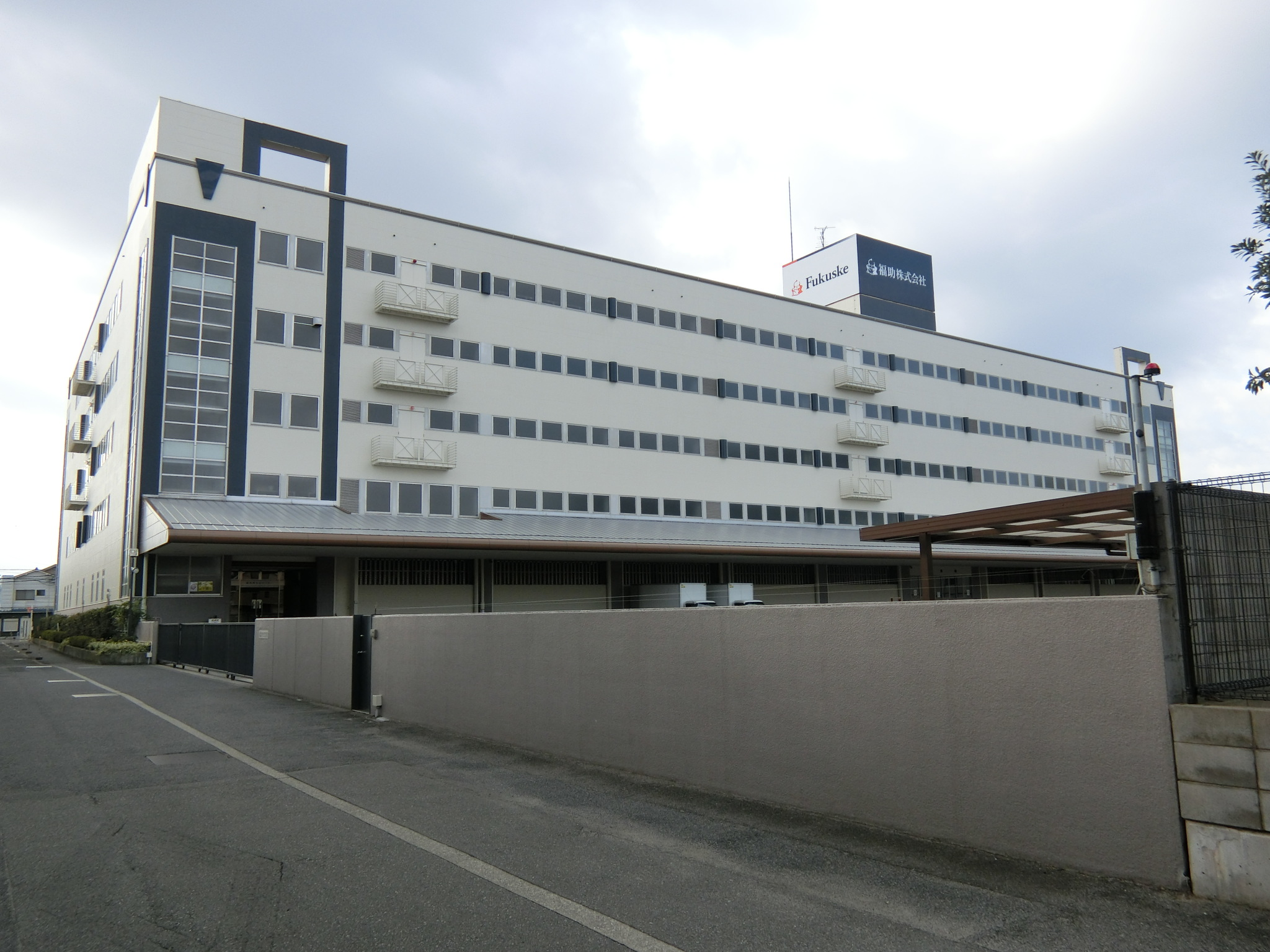
堺事業所（2003年までの本社所在地そば）

## 店舗
「fukuske」「福助」「Fukuske Collage」「Fukuske Outlet」の屋号で店舗展開を行っている。
詳細については公式サイト内「SHOP INFORMATION」を参照。

## テレビ番組
- 日経スペシャル ガイアの夜明け 老舗再興 〜カリスマバイヤーが社長に挑む（2004年3月30日、テレビ東京）〜[10]。

## 広告宣伝

### 提供番組（全て過去）
- 素人ジャズのど競べ→素人のど競べ（日本テレビ。一社提供）
  - 素人時代のフランク永井が優勝した事で知られる。末期はハウスカレー浦上商店株式会社（現：ハウス食品）に交代。
- 源平芸能合戦（KRT→TBS系。一社提供）
- 踊るウィーク・エンド（TBS系。一社提供）
- アフタヌーンショー（NET系。1974年頃）
- フクスケリクエスト合戦（ニッポン放送）
  - 1984年のグリコ・森永事件の影響で、それまで提供していた江崎グリコに代わって担当。
- ダウトをさがせ!（毎日放送制作・TBS系、1992年9月 - 1993年3月）
- ビッグモーニング（TBS、1993年1月 - 1993年3月の隔日）
- ダウンタウンDX（よみうりテレビ制作・日本テレビ系）
- ショムニ（フジテレビ系）
  - 主演の江角マキコは後の同業社のCMに出演。

など